# Nils Silow
Nils Silow, född 23 januari 1819 i Malmö Caroli församling, Malmö, död 8 februari 1907 i Gustav Vasa församling, Stockholm, var en svensk instrumentmakare i Stockholm. 

## Biografi
Silow föddes 1819 i Malmö. Han var son till kopparslagaren Carl Christian Silow (1782–1853) och Johanna Maria Dahlbom (1783–1839). År 1830 blev han lärling hos nålmakaren Caspar Jentzsch. År 1834 blev han lärling hos snickarmästaren Hans Sjöberg. År 1835 blev han lärling hos instrumentmakaren Olof Ekström. År 1840 flyttade Silow till Stockholm. Bodde före 1843 i Frankfurt am Main. År 1843 blev Silow gesäll hos instrumentmakaren Pehr Rosenwall. År 1844 flyttade han till S:t Petersburg. Silow fick burskap i Stockholm 7 mars 1848.
Silow gifte sig 19 mars 1848 i Stockholm med Johanna Evelina Bernhardina Appelqvist (1820–1907).